# Ceramius
Ceramius is een geslacht van vliesvleugelige insecten van de familie plooivleugelwespen (Vespidae).

## Soorten
- C. auctus (Fabricius, 1804)
- C. bischoffi Richards, 1963
- C. bureschi Atanassov, 1938
- C. fonscolombei Latreille, 1810
- C. hispanicus Dusmet, 1909
- C. lusitanicus Klug, 1824
- C. tuberculifer Saussure, 1853
- C. vechti Richards, 1963